# Cicakörhinta

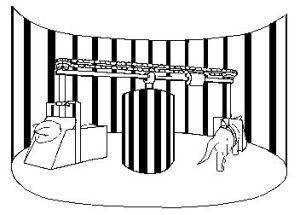
A képen látható az aktív és passzív kismacskák elhelyezésének módja. A vizuális ingert a körhinta csíkozottsága jelenti.

A cicakörhinta Richard Held és Alan Hein 1963-as kísérletének elnevezése, mellyel a helyváltoztató mozgás tapasztalata és térbeli viszonyok közötti szoros kapcsolatot kívánták demonstrálni. Piaget hipotézisének egyfajta alátámasztásaként tekinthetünk a vizsgálat eredményeire, miszerint a gyerekek fejlődésének hajtóerejét saját cselekvéseik képezik. A hasonló kutatások alapgondolata, hogy a helyváltoztatás nemcsak azt teszi lehetővé, hogy a csecsemő megtanulja a testét a térben mozgatni, hanem a térben lévő tárgyakról is újfajta tudást szerez.

## A kísérlet
A kísérletben kismacskákat születésüktől kezdve sötétségben tartottak, majd miután elég idősek voltak ahhoz, hogy járni tudjanak, kettesével elhelyezték őket a cicakörhintába. Az egyik kismacskát úgy helyezték el, hogy a mozgatórúdhoz szíjazták, így amikor a kis állat mozgást végzett, egyidejűleg működésbe hozta a körhintát is. A környezet látványa befolyásolhatta a mozdulatait. A másik kiscicát a rúd másik felén lévő kosárba helyezték, a fejmozgatáson kívül egyéb mozdulatokkal nem volt képes befolyásolni azt, amit lát. A látványért a másik, aktívan mozgó cica volt a felelős. Minden kismacska napi 3 órát töltött a körhintában, 42 napon keresztül. A vizuális ingerlési időn kívül sötétben töltötték az idejüket, így csupán napi 3 órájuk volt arra, hogy összehangolják a látásukat a mozgásukkal. Az aktív és passzív mozgást végző állatok közti különbség megmutatkozott a környezetre adott válaszaikban. A vizuális szakadék vizsgálatban az aktív cicák visszarettentek, míg a passzív kismacskák nem igyekeztek elkerülni a mély oldalt. 